# Pedicularis cyathophylloides
Pedicularis cyathophylloides là loài thực vật có hoa thuộc họ Cỏ chổi. Loài này được H. Limpr. mô tả khoa học đầu tiên năm 1922.